# Новые Катичи
Новые Катичи — поселок в Новозыбковском городском округе Брянской области.

## География
Находится в западной части Брянской области на расстоянии приблизительно 19 км на север-северо-запад по прямой от районного центра города Новозыбков.

## История
Известен с 1920-х годов. На карте 1941 года отмечен как поселение с 35 дворами. В середине XX века работал колхоз «Герой труда». В До 2019 года входил в Верещакское сельское поселение Новозыбковского района до их упразднения.

## Население
Численность населения: 3 человека в 2002 году (русские 100 %), 2 в 2010.